# 松山ゴルフ倶楽部
松山ゴルフ倶楽部（まつやまゴルフくらぶ）は、 愛媛県東温市松瀬川にあるゴルフ場である。

## 概要
愛媛県には、戦前、ゴルフ場が小野播磨塚、温泉郡見奈良、新居浜の3カ所あったが、戦争で閉鎖され再建されなかった。その後、ゴルフ愛好者により、旧制松山高等学校のラグビー部の練習場に「松山ゴルフ倶楽部」が誕生した。そこでは戸田藤一郎を招いて定期的にレッスンが行われた、戸田の奥さんの実家が松山にあったからである。戸田が京都の「田辺カントリー倶楽部」に移ってからも続いた。
1955年（昭和30年）、新たなゴルフ場の建設に向けて建設用地が検討され、候補地に上がったのが温泉郡川内村松瀬川の開墾地だった。だが、農地転用の規制がかかった土地だったので、公園として許可を取り、公園内にゴルフ場を造ることにした。コース設計は、上田治に依頼した、上田は旧制松山高等学校に在学したことがあり、上田も松山への恩返しといった。
1958年（昭和33年）11月3日、インコース9ホールのゴルフ場が完成、「松山ゴルフ倶楽部・川内コース」が開場された。1964年（昭和39年）11月2日、アウトコース9ホールが完成、18ホール規模のゴルフ場が完成した。

## 所在地
〒791-0314 愛媛県東温市松瀬川乙997番地

## コース情報
- 開場日 - 1958年11月3日
- 設計者 - 上田 治
- 面積 - 730,000m2（約22.0万坪）
- コースタイプ - 林間コース
- コース - 18ホールズ、パー72、6,666ヤード、コースレート72.0
- フェアウェー - コウライ
- ラフ - ノシバ
- グリーン - 1グリーン、コウライ
- ハザード ^ バンカー55、池が絡むホール2
- ラウンドスタイル - 全組セルフプレー、乗用カート使用
- 練習場 - 無し
- 休場日 - 毎週月曜日、12月31日、1月1日[2][3]

## クラブ情報
- ハウス面積 - 1,782m2（539.0坪）
- ハウス設計 - 松村 正恒
- ハウス施工 - 株式会社 熊谷組[2][3]

## ギャラリー
- コース - 「松山ゴルフ倶楽部」、コース案内、2021年3月30日閲覧
- ハウス - 「松山ゴルフ倶楽部」、施設案内、2021年3月30日閲覧

## 交通アクセス
- 鉄道 - 予讃線（JR四国）・伊予鉄道大手町線 - 松山駅より タクシー利用約40分
- 道路 - 松山自動車道 - 川内ICより 3.5km[4]

## 関連文献
- 『ゴルフ場ガイド 西版』、2006-2007、「松山ゴルフ倶楽部」、東京 ゴルフダイジェスト社、2006年5月、2021年3月30日閲覧
- 『美しい日本のゴルフコース BEAUTIFUL GOLF CULTURE IN JAPAN 日本のゴルフ110年記念 ゴルフは日本の新しい伝統文化である』、ゴルフダイジェスト社「美しい日本のゴルフコース」編纂委員会編、「戦後、松山高校ラグビー部の練習場を間借りして松山GCは誕生した」、東京 ゴルフダイジェスト社、2013年12月、2021年3月30日閲覧